# Minfeld

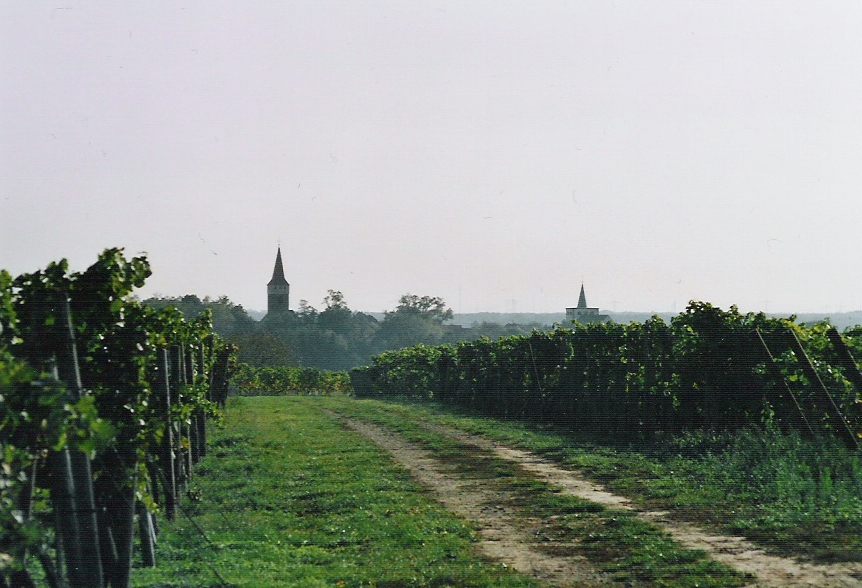
Ansicht von Westen
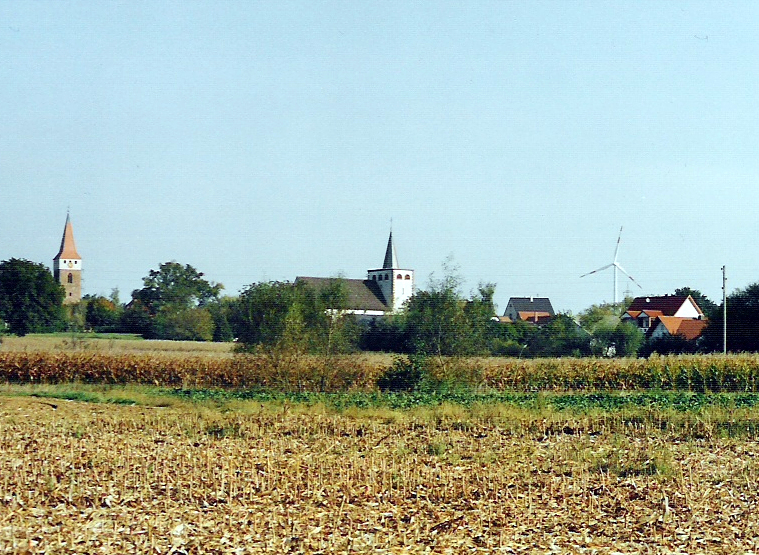
Ansicht von Südwesten
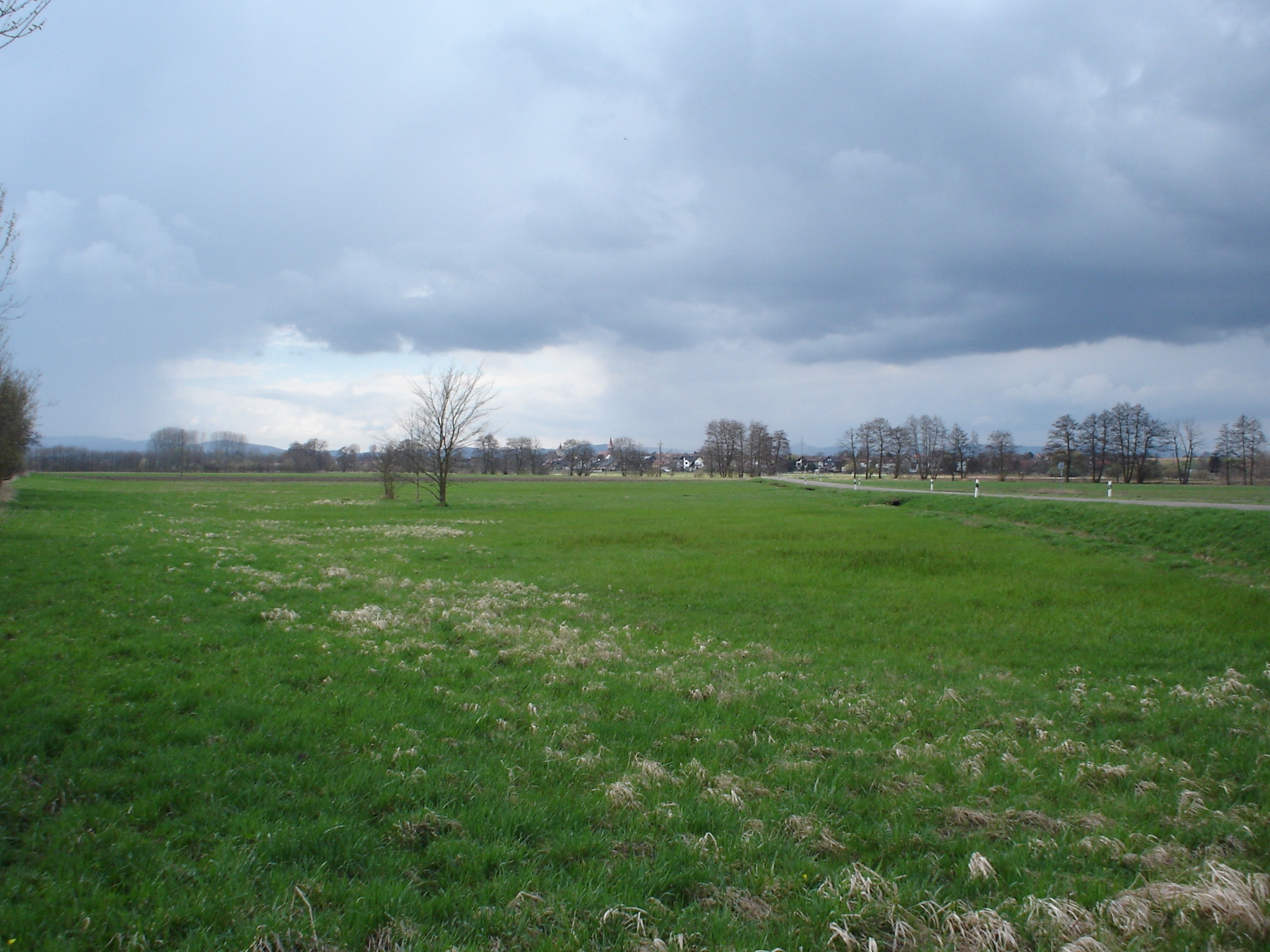
Wiesen zwischen krummen und graden Deich

Minfeld ist eine Ortsgemeinde im Landkreis Germersheim in Rheinland-Pfalz. Sie gehört der Verbandsgemeinde Kandel an.

## Geographie
Minfeld liegt zwischen Karlsruhe und Landau in der Pfalz. Zu Minfeld gehören zusätzlich die Wohnplätze Altmühle, Markhof, Schoßberghof, Lettenberghof, Rebenhof 1 und Rebenhof 2. Nachbargemeinden sind – im Uhrzeigersinn – Winden, Kandel, Wörth am Rhein und Freckenfeld. Der Otterbach sowie dessen rechter Nebenfluss Neugraben bilden teilweise die Grenze zu Wörth und der Dierbach im Südwesten die Grenze zu Freckenfeld.

## Geschichte
Das Dorf entstand vermutlich um das Jahr 700. Im Jahr 982 erfolgte die erste urkundliche Erwähnung als Mundiveld, 1053 wurde der Ort Mundevelt genannt und 1267 Munernuelt. 1053 wurde die Kirche fertiggestellt. 1345 erfolgte der Bau des Schlosses/der Burg durch Heinrich von Lichtenberg, der das Reichsdorf pfandweise besaß. 1379 verpfändete König Wenzel Minfeld an die Kurpfalz. Hans Bübel aus Minfeld wurde 1525 als Führer im Bauernkrieg bekannt. 1556 bekannte sich Minfeld zur Reformation. 1579 war die erste Erwähnung einer Schule. 1639 brach die Pest in Minfeld aus. Bis Ende des 18. Jahrhunderts gehörte der Ort zu Pfalz-Zweibrücken.
Von 1798 bis 1814, als die Pfalz Teil der Französischen Republik (bis 1804) und anschließend Teil des Napoleonischen Kaiserreichs war, war Minfeld in den Kanton Kandel eingegliedert. 1814 führten Zar Alexander von Russland, Kaiser Franz I. von Österreich und König Wilhelm III. von Preußen einen Siegeszug durch Minfeld. 1815 wurde das Dorf nach dem Wiener Kongress Österreich zugeschlagen.
1816 fiel Minfeld an Bayern. Von 1818 bis 1862 gehörte der Ort dem Landkommissariat Germersheim an; aus diesem ging das Bezirksamt Germersheim hervor. 1908 erfolgte ein Anschluss an die Wasserversorgung. 1938 war der Bau des Westwalls. Seit 1939 ist Minfeld Bestandteil des Landkreises Germersheim. Nach dem Zweiten Weltkrieg wurde der Ort innerhalb der französischen Besatzungszone Teil des damals neu gebildeten Landes Rheinland-Pfalz. Im Zuge der ersten rheinland-pfälzischen Verwaltungsreform wurde die Gemeinde 1972 der neu gebildeten Verbandsgemeinde Kandel zugeschlagen. 1982 fand die 1000-Jahr-Feier Minfelds statt.

### Einwohnerstatistik
Die Entwicklung der Einwohnerzahl von Minfeld, die Werte von 1871 bis 1987 beruhen auf Volkszählungen:
| Jahr | Einwohner |
| ---- | --------- |
| 1814 | 972       |
| 1815 | 1.151     |
| 1835 | 1.253     |
| 1871 | 1.154     |
| 1905 | 1.114     |

| Jahr | Einwohner |
| ---- | --------- |
| 1939 | 1.148     |
| 1950 | 1.105     |
| 1961 | 1.147     |
| 1970 | 1.457     |
| 1987 | 1.488     |

| Jahr | Einwohner |
| ---- | --------- |
| 1997 | 1.601     |
| 2005 | 1.581     |
| 2011 | 1.502     |
| 2017 | 1.648     |
| 2023 | 1.708     |

### Konfessionsstatistik
2012 waren 43,9 % der Einwohner evangelisch und 37,4 % katholisch. Die übrigen 18,7 % gehörten einer anderen Glaubensgemeinschaft an oder waren konfessionslos. Am 30. November 2024 waren von den Einwohnern 31,6 % evangelisch, 27,1 % katholisch und 41,4 % waren konfessionslos oder gehörten einer anderen Glaubensgemeinschaft an. Der Anteil der Protestanten und Katholiken an der Gesamtbevölkerung ist demnach im beobachteten Zeitraum gesunken.

## Politik

### Gemeinderat
Der Gemeinderat in Minfeld besteht aus 16 Ratsmitgliedern, die bei der Kommunalwahl am 9. Juni 2024 in einer personalisierten Verhältniswahl gewählt wurden, und dem ehrenamtlichen Ortsbürgermeister als Vorsitzendem.
Die Sitzverteilung im Gemeinderat:
| Wahl | SPD | CDU | FDP | FWG | Gesamt   |
| ---- | --- | --- | --- | --- | -------- |
| 2024 | 6   | 3   | –   | 7   | 16 Sitze |
| 2019 | 7   | 3   | –   | 6   | 16 Sitze |
| 2014 | 5   | 2   | –   | 9   | 16 Sitze |
| 2009 | 4   | 3   | 2   | 7   | 16 Sitze |
| 2004 | 6   | 4   | 1   | 5   | 16 Sitze |

### Ortsbürgermeister
- 1949–1959: Ernst Zimmer (SPD)
- 1959–1971: Friedrich Schreiber (CDU)
- 1971–1972: Karl Weiß (CDU)
- 1972–1984: Felix Liedtke (FDP)
- 1984–2004: Clemens Nagel (SPD)
- 2004–2019: Manfred Foos (FWG)
- seit 2019: Martin Volz (FWG)

Martin Volz wurde am 5. September 2019 Ortsbürgermeister von Minfeld. Bei der Direktwahl am 26. Mai 2019 war er mit einem Stimmenanteil von 60,33 % für fünf Jahre gewählt worden. Bei der Direktwahl am 9. Juni 2024 wurde er mit einem Stimmenanteil von 78,3 % für weitere fünf Jahre in seinem Amt bestätigt.

### Wappen
| Wappen von Minfeld | Blasonierung: „In Grün ein rotgedecktes, an den Ecken mit goldenen Windfahnen bestecktes silbernes Haus mit zwei Reihen schwarzer Fenster und ohne Tür.“ |
| Wappen von Minfeld | Wappenbegründung: Es wurde 1841 vom bayerischen König genehmigt und geht zurück auf ein Gerichtssiegel aus dem Jahr 1495.                                |

### Gemeindepartnerschaft
Partnergemeinde von Minfeld ist Limours in der französischen Region Île-de-France.

## Kultur und Sehenswürdigkeiten

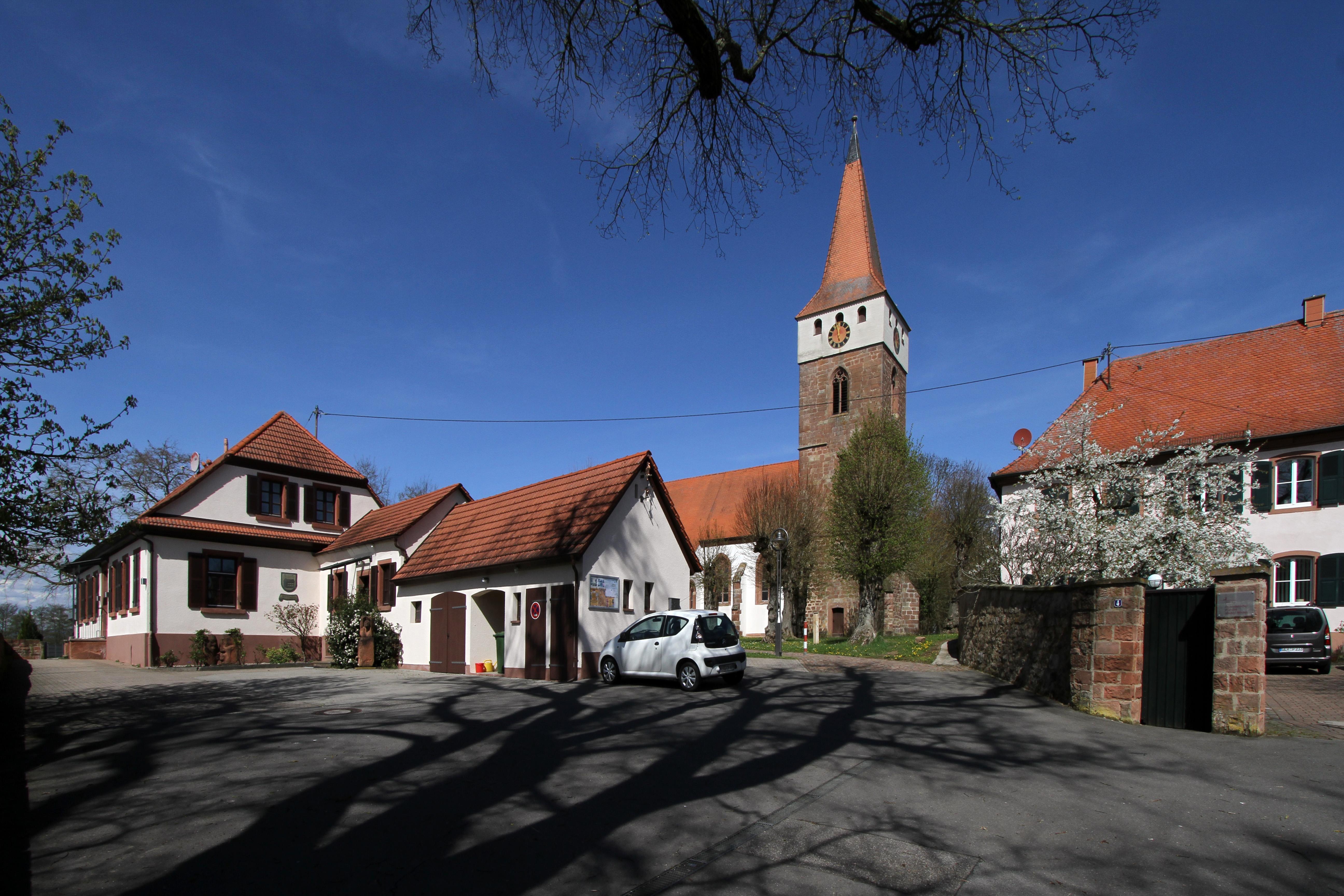
Protestantische Kirche

### Kulturdenkmäler
Der Ortskern ist als Denkmalzone ausgewiesen.
Um 1053 erbauten Mönche aus Seltz die (seit dem 16. Jahrhundert) protestantische Kirche auf dem Kirchberg im Nordwesten des Dorfes. Um 1500 wurden Chorgewölbe und Chorfenster im spätgotischen Stil umgebaut und Seitenkapellen und die Sakristei angebaut.
In der Kirche wurde 2006 durch einen Förderverein eine mittelalterliche Wandmalerei restauriert. Diese zeigt die St. Martins-Geschichte, die Erscheinung des Herrn, sowie die Verkündigung an Maria.
Besonders anschaulich lassen sich die an der Westwand des Chorbogens in drei Zonen geteilten Bilder darstellen. Die obere Zone zeigt die Anbetung der Könige, die Taufe Jesu und die drei Versuchungen Jesu in der Wüste. Die mittlere Zone stellt die Auferstehung Jesu, seine Himmelfahrt, die Begegnung des Auferstandenen mit Maria Magdalena, sowie die Ausgießung des Heiligen Geistes (Pfingsten) dar. Die untere Zone zeigt die klugen Jungfrauen und die Auferstehung am jüngsten Tage.
Eine weitere Besonderheit ist die Winterhalter-Orgel und eine in der Pfalz einzigartige Piscina, in die das „geweihte“ Wasser geschüttet wurde. (Bild)

### Natur

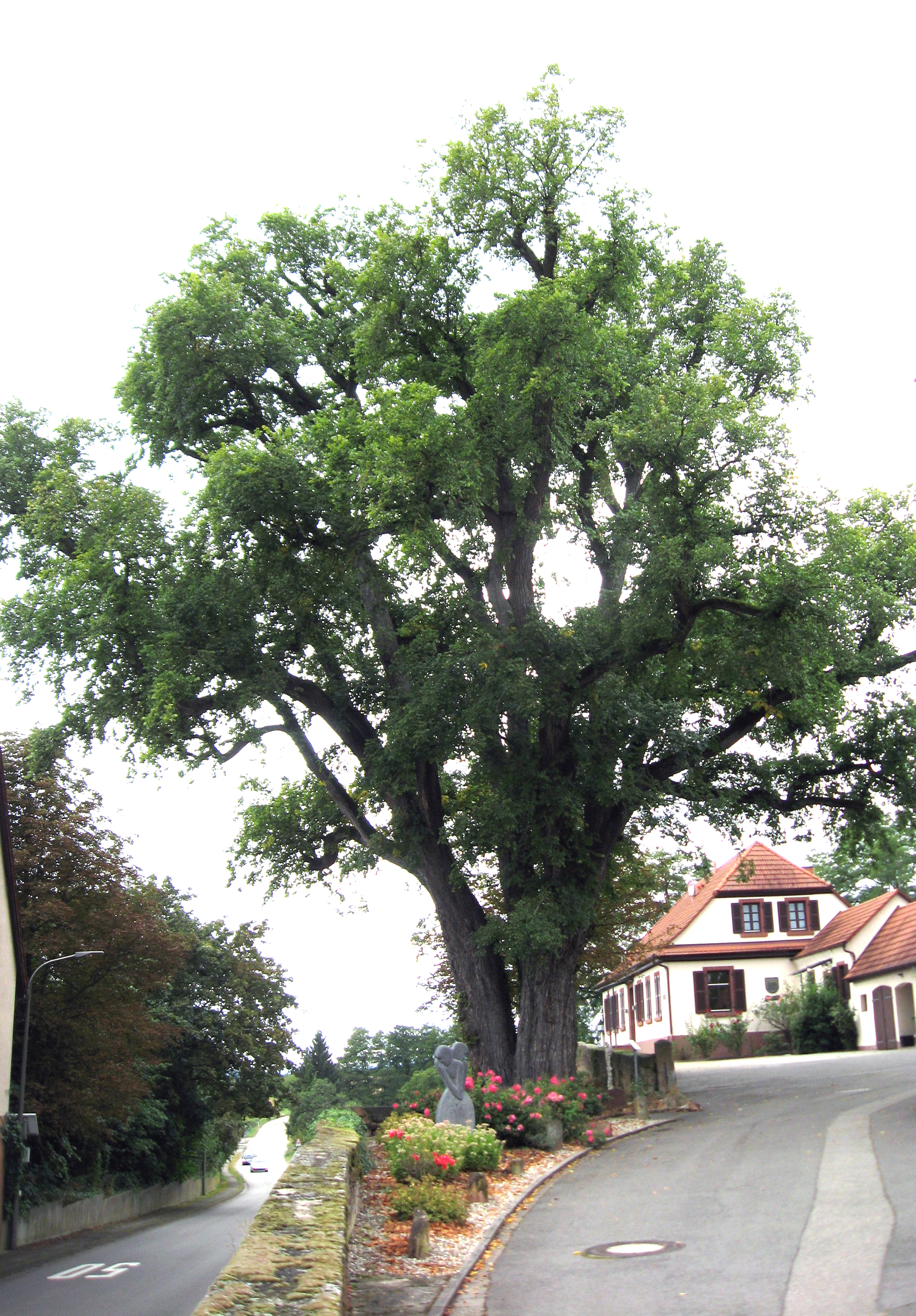
Naturdenkmal Kaiserulme

Das Naturschutzgebiet Bruchbach-Otterbachniederung erstreckt sich teilweise über die Gemarkung von Minfeld. In unmittelbarer Nähe steht an der Bundesstraße 427 eine große Bergulme, die so genannte Kaiserulme, die das einzige Naturdenkmal vor Ort darstellt.

### Veranstaltungen
Durch Minfeld verläuft der seit 1976 jährlich ausgetragene Bienwald-Marathon.

## Wirtschaft und Infrastruktur

### Wirtschaft
Im Ort wird Weinbau betrieben. Hier befindet sich die Einzellage Herrenberg (78,7 ha) als Teil der Großlage Guttenberg im Weinanbaugebiet Pfalz.

### Verkehr
Minfeld liegt im Bereich des Karlsruher Verkehrsverbundes sowie des Verkehrsverbundes Rhein-Neckar. Der nächste Bahnhof ist Winden (Pfalz), etwa vier Kilometer nordwestlich von Minfeld. Er ist ein Knotenpunkt des Regionalverkehrs; stündlich oder häufiger verkehren von dort aus Züge nach Neustadt, Landau, Karlsruhe, Bad Bergzabern sowie Wissembourg. Die Buslinie 527 des Regionalbusverkehrs Südwest bietet wochentags außerdem eine Anbindung Minfelds an den Bahnhof Kandel an der 1864 Bahnstrecke Winden–Karlsruhe. Obwohl diese durch die Gemarkung von Minfeld verläuft, erhielt die Gemeinde keinen Bahnhof, da ein Viehtränkebrunnen hätte verlegt werden müssen und dies zu Konflikten führte.

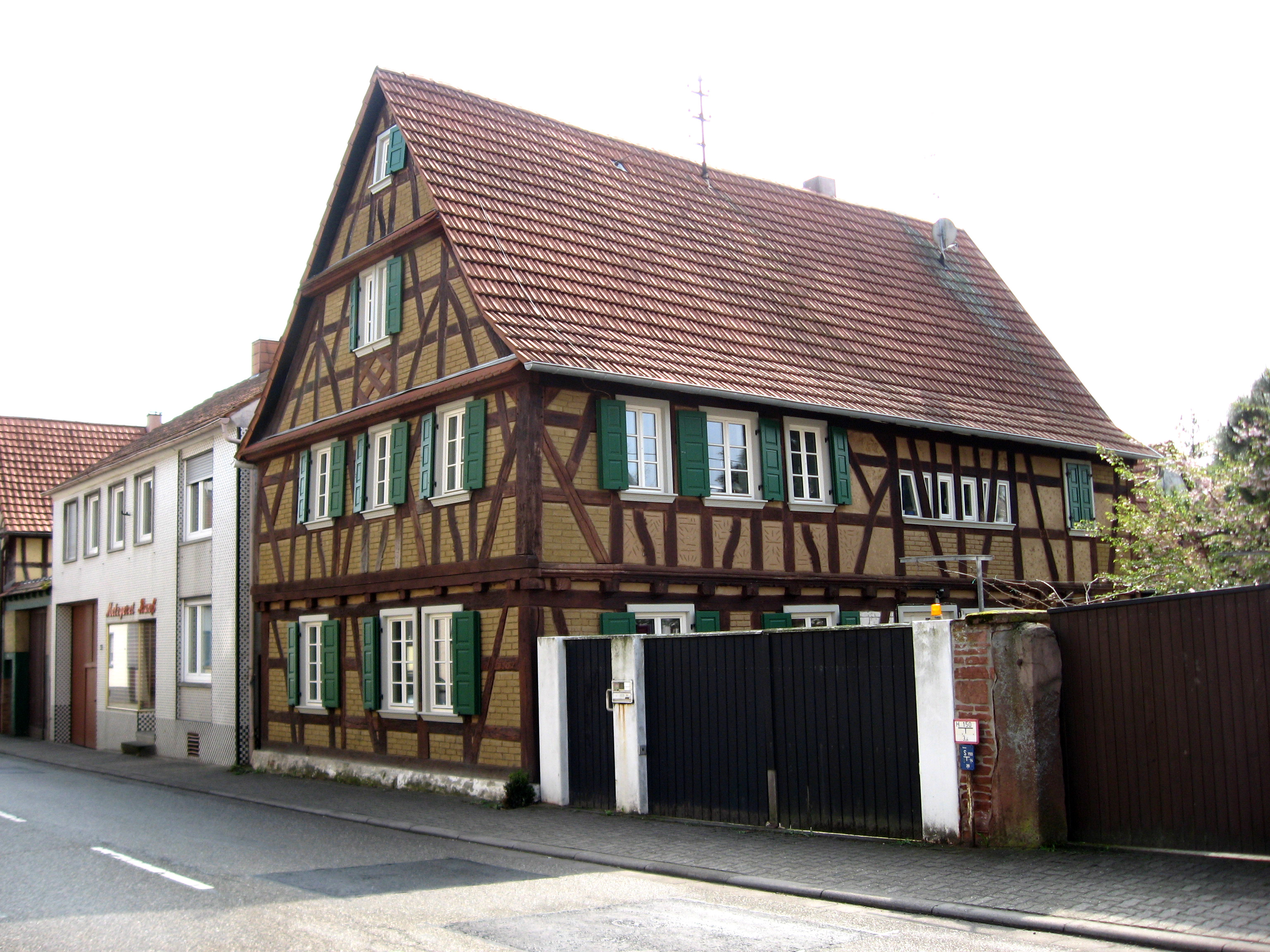
Landesstraße 546 innerhalb von Minfeld

Durch das Gemeindegebiet von Minfeld verläuft die Bundesstraße 427. Im Westen zweigt von dieser die Landesstraße 546 nach Schweigen-Rechtenbach ab. Die Kreisstraße 16 schafft eine Verbindung nach Büchelberg und Scheibenhardt.

### Organisation
Die Gemeinde gehört zum Gerichtsbezirk des Amtsgerichts Kandel.

### Tourismus
Durch Minfeld führt der von Bad Bergzabern nach Wörth am Rhein verlaufende Petronella-Rhein-Radweg.

## Persönlichkeiten

### Ehrenbürger
- 1966, 11. Dezember: Florian Huber (* 14. Oktober 1897, † 21. Dezember 1971), katholischer Pfarrer[17]:130 f.
- 1966, 11. Dezember: Friedrich Gottlieb Laukenmann (* 6. Juli 1900, † 27. Dezember 1972), evangelischer Pfarrer[17]:132 f.
- 2003, 13. November: Felix Liedtke (* 13. November 1918, † 26. März 2009), Ortsbürgermeister 1972 bis 1984[17]:134
- 2020, 12. Januar: Heinz Liedtke (* 1942), geehrt für sein vielfältiges ehrenamtliches Engagement für die Gemeinschaft[18]
- 2025, 4. Mai: Clemens Nagel (* 6. März 1945), Landtagsabgeordneter (SPD), von 1984 bis 2004 Ortsbürgermeister[19]

### Söhne und Töchter der Gemeinde
- Johann Casimir Häffelin (1737–1827), Bischof, Kardinal, Bayerischer Gesandter beim Hl. Stuhl, Diplomat

### Persönlichkeiten, die im Ort gewirkt haben
- Karl Friedrich Scholler (1807–1863), Theologe, Schriftsteller und Politiker, ab 1858 Prodekan in Minfeld, starb dort.
- Daniel Moriz Lehr (* 1954), Bildhauer und Maler, schuf das Objekt Tim in Minfeld.
- Pascal Ackermann (* 1994), Radrennfahrer. Nach ihm wurde der Pascal-Ackermann-Weg in Minfeld benannt.
- Janina Meißner (* 1995), Fußball-Bundesligaspielerin, in der Jugend beim SV 1946 Minfeld aktiv.